# Telemaco (Scarlatti)
Telemaco, ossia L'isola di Circe è un'opera del 1718 di Alessandro Scarlatti su libretto di Carlo Sigismondo Capece (talvolta scritto "Capeci"), poeta di corte della regina Maria Casimira di Polonia, residente in esilio a Roma, per il Teatro Capranica di Roma, dove venne presentata in anteprima durante il periodo di carnevale. L'opera è stata ripresa nel 2005 dal Festival di Schwetzingen e dalla Deutsche Oper am Rhein.

## Storia
Il libretto venne scritto da Carlo Sigismondo Capece, tratto dall'Odissea di Omero e dal romanzo didattico Le avventure di Telemaco di François Fénelon. Il librettista era considerato uno degli autori centrali a Roma a cavallo del XVIII secolo. Telemaco fu il suo ultimo lavoro per il palcoscenico. La trama è piena di intrighi e complicazioni attorno a Telemaco, figlio di Ulisse.  Scarlatti la compose, come una delle ultime sue 114 opere, per il carnevale del 1718. L'opera è nota per la ricchezza di melodie, personaggi contrastanti e un trattamento orchestrale colorato che include trame dense e contrappunti.  Scarlatti utilizza in scena strumenti che assecondano l'azione e suonano con l'orchestra in buca, a volte in antifonia. L'ingresso di Nettuno è accompagnato in scena da corni, oboi e fagotto, mentre Minerva entra su un carro con sopra un'orchestra d'archi con trombe. 
L'opera venne presentata in anteprima al Teatro Capranica di Roma. Il protagonista venne interpretato da Domenico Gizzi (1687-1758), celebre cantante napoletano.
Thomas Hengelbrock ha riscoperto la partitura alla Biblioteca nazionale austriaca di Vienna e l'ha preparata per un'esibizione. Ha diretto la ripresa, all'apertura del Festival di Schwetzingen con il Balthasar-Neumann-Ensemble, messa in scena da Lukas Hemleb. Lo spettacolo è stato chiamato "Riscoperta dell'anno" (Wiederentdeckung des Jahres 2005). Nelle esibizioni di Düsseldorf, Andreas Stoehr ha diretto il Deutsche Oper am Rhein e alcuni specialisti di strumenti barocchi.

## Registrazioni
- Sinfonia e due arie su Arie per Domenico Gizzi – Un castrato protagonista nella Roma barocca Scarlatti "Crude Parche", "Telemaco: Sinfonia", "O a morire o a goder" Roberta Invernizzi, I Turchini, Antonio Florio
- Tre arie di Alessandro Scarlatti: Arie d'opera "Già nel seno", "Ho il cor tutto foco", "Vendetta, vendetta" Daniela Barcellona, Concerto de Cavalieri, Marcello Di Lisa